# Ferme du Clos-Montfort

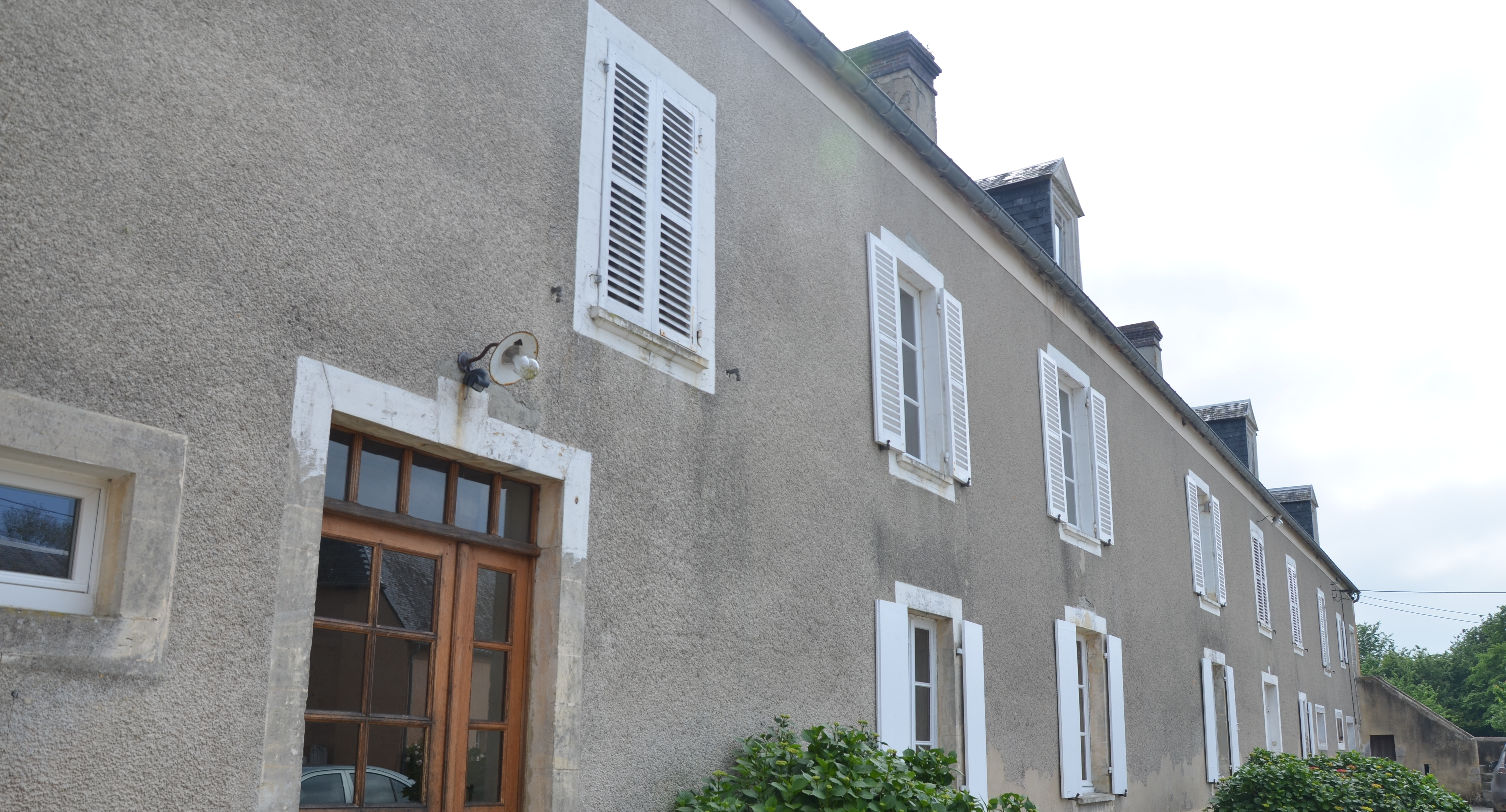

La ferme du Clos-Montfort est une maison de Colombières construite au XVIIIe siècle, « représentative des fermes herbagères de cette époque ».

## Localisation
Elle est située au lieu-dit le Hameau Minet à Colombières, dans le parc naturel régional des Marais du Cotentin et du Bessin.

## Histoire
Elle a été bâtie au XVIIIe siècle sauf un édifice qui date du XIXe siècle.
Le type de construction est très répandu dans la région à partir du XVIe siècle et jusqu'au XXe siècle, et fait l'objet d'une attention sous l'angle patrimonial récemment.
La ferme a été inscrite aux monuments historiques par un arrêté du 8 avril 2011 en particulier les éléments suivants : les façades et les toitures du logis, pièce à feu comprenant un vaisselier intégré ; les façades et les toitures des bâtiments de la ferme dont le four à pain ; le jardin avec ses murs de clôture ; la pièce d'eau.

## Architecture
L'architecture est typique de la région des marais, car les murs sont en bauge. Le bois était rare et la pierre n'était pas aisément exploitable, les bâtisseurs ont utilisé la technique de la bauge, qui comporte de la terre pétrie et des fibres végétales. La construction était réalisée en plusieurs étapes, avec des périodes de séchage successives, et était solide.
Les bâtiments aux fonctions identifiées sont organisés autour d'une cour carrée. La séparation des fonctions est tardive et cet aspect tardif est perceptible dans l'organisation actuelle des bâtiments. Un fruitier est conservé dans le jardin clos de murs, et un four à pain perdure à proximité.